# 2126 Gerasimovich
2126 Gerasimovich este un asteroid din centura principală, descoperit pe 30 august 1970 de Tamara Smirnova.